# Salling Group
Salling Group er en dansk dagligvarekoncern, der omfatter en række varehuse og butikskæder inden for detailhandlen, heriblandt Netto, føtex, Bilka, BR, Salling og den nylig opkøbte baltiske dagligvarekoncern Rimi Baltic. Selskabet blev grundlagt i 1960 af købmand Herman Salling, og hed oprindeligt Jysk Supermarked A/S, men blev omdøbt til Dansk Supermarked A/S, da det indgik i et joint-venture med A.P. Møller-Mærsk.
Salling Group ejes i dag alene af Salling Fondene. I november 2017 opkøbte Salling Fondene A.P. Møller - Mærsks andel og afsluttede hermed mere end 50 års ejerskabsdeling. A.P. Møller - Mærsk havde allerede i 2014 frasolgt 49% af sin daværende ejerandel på 68% til Salling, som siden da har haft ejermajoritet i koncernen. Indtil 1. juni 2018 hed koncernen Dansk Supermarked.

## Salling Groups historie
Salling Group er bygget op på det fundament, der i 1906 blev skabt om Salling Stormagasin. Ferdinand Salling åbnede sin egen forretning, som i dag hedder Salling Stormagasin, i Århus efter at have færdiggjort sin elevuddannelse i en manufakturforretning. Frem til sin død i 1953 arbejdede han med udvidelse af sin forretnings salgsareal og han nåede inden sin død at omdanne firmaet til aktieselskabet F. Salling A/S.
Da Ferdinand døde, overtog sønnen Herman Salling ledelsen af firmaet. Efter at have været på en jordomrejse for at samle inspiration og nye idéer, besluttede han, at der skulle satses på stormagasiner, varehuse og supermarkeder i kædedrift. 
I 1960 etableredes Jysk Supermarked og samme år åbnede, efter forbillede fra Coop i Karlshamn  i Sverige, det første føtex-varehus, der i Danmark var en helt ny butikstype og byggede på idéen om, at man både skulle kunne købe fødevarer, samt isenkram- og tekstilvarer under samme tag.
Herman Salling ville gerne have et bredt fodfæste i landet og derfor søgte han en partner, der kunne træde til med ekstra kapital. I 1964 var den rette – efter forhandling med flere forskellige – partner fundet. Der blev indgået en aftale med A.P. Møller, der overtog 50% af aktierne i selskabet – som nu skiftede navn til Dansk Supermarked A/S. Den 1. januar 2007 overtog A.P. Møller-Mærsk yderligere en del af aktierne i selskabet, så ejerandelen var fordelt med med 51% til A.P. Møller-Mærsk og 49% til F. Salling holding/invest A/S. A.P. Møller-Mærsk har dog reduceret sin ejerandel, og den 7. januar 2014 meddelte A.P. Møller-Mærsk, at man havde overdraget aktier til Salling-gruppen, således at Salling besidder 81% af aktierne med option til køb af den resterende aktiepost på 19%. Optionen blev udnyttet i 2017, hvorefter A.P. Møller-Mærsk afhændede de sidste aktier. 
10 år efter etableringen af det første føtex-varehus åbnede Dansk Supermarked sit første Bilka-lavprisvarehus. I starten af 1980'erne åbnede man discountkæden Netto og lidt senere – i Bilka-regi – kæderne Tøj & Sko, samt A-Z. 
I slutningen af 1980'erne og starten af 1990'erne iværksatte man en satsning på det engelske og det tyske marked, idet man besluttede sig for at udvide med Netto-butikker i de to lande. I 1995 åbnede Netto også i Polen og senere åbnede Netto i Sverige, hvor de første butikker åbnede i 2002. De blev frasolgt i juni 2019 til svenske Coop, og Netto forlod helt Sverige.
Oprindeligt blev alle varehuskæderne administreret centralt fra Dansk Supermarked, men i 1980 blev de seks kæder udskilt i selvstændige selskaber,[kilde mangler] som principielt er uafhængige af hinanden. Ud over disse varehus-/butikskæder består Dansk Supermarked blandt andet af Dansk Supermarked Administration og Dansk Supermarked Indkøb. 

Den 26. september 2007 åbnede Dansk Supermarkeds Netto-butik nr. 1000 i butikscentret Waterfront i Hellerup.
|  | Nogle eller alle af denne artikels kildehenvisninger er enten af tvivlsom kvalitet eller ikke sekundære/tertiære. Du kan afhjælpe dette ved at udskifte de angivne kilder med mere troværdige kilder. Se vejledning i Referencer. |

I 2010 frasolgte Dansk Supermarked den britiske del af Netto-kæden.
Fra 1. april 2012 tiltrådte Per Bank som ny administrerende direktør.
Fra 1. Juni 2018 skiftede Dansk Supermarked Group navn til Salling Group.
17. januar 2019 oplyste Salling Group, at de havde indgået en købsaftale med kuratoren i det konkursramte Top-Toy, der stod bag legetøjskæderne BR-Legetøj og Toys "R" Us. Aftalen indebar at Salling Group købte Top-Toys samlede danske varelager samt retten til BR-navnet og BR's mærker på det danske marked. Salling Groups administrerende direktør Per Bank omtalte det som en strategisk vigtig aftale, der sikrede at det fortsat var muligt at købe legetøj i fysiske butikker i hele landet. Hvad der skal ske med BR-brandet på sigt er der ikke taget stilling til.  Overtagelsen omfattede ikke butikkerne og medarbejderne, men Salling Group henviste til, at de selv havde 1.500 ledige jobs. Heraf var dog kun ca. 1.000 i Danmark, hvoraf ca. 60 % var målrettet unge under 18 år eller var elevpladser.
I 2025 købte gruppen 314 butikker i Baltikum af ICA AB for 10 milliarder kroner.